# Gambusia hurtadoi
Gambusia hurtadoi là một loài cá thuộc họ Poeciliidae. Nó là loài đặc hữu của México.